# Diocèse de Saint-Papoul
Le diocèse de Saint-Papoul (en latin : Dioecesis Sancti Papuli) est un ancien diocèse de l'Église catholique en France. Supprimé en 1801, il était situé principalement dans l'actuel département de l'Aude.
En janvier 2009, il est restauré comme siège titulaire.

## Histoire

### Ancien diocèse
Le diocèse est créé le 11 juillet 1317 par le pape Jean XXII aux dépens de celui de Pamiers. Il est alors suffragant de l'archidiocèse de Toulouse. Sa cathédrale est l'église de l'abbaye de Saint-Papoul, actuelle église paroissiale du village.
Le diocèse est supprimé par la Constitution civile du clergé. À la suite du Concordat de 1801, il n'est pas rétabli : le 29 novembre 1801, la quasi-totalité de son territoire est attribué au diocèse de Carcassonne.

### Siège titulaire
En janvier 2009, il est restauré comme siège titulaire. Il est attribué pour la première fois en 2016 à Bertrand Lacombe, évêque auxiliaire de Bordeaux. Depuis juin 2021, c'est Gilles Reithinger, évêque auxiliaire de Strasbourg, qui en a la charge.